# Ioan Niculae
Ioan Niculae (Buturugeni, 19 giugno 1954) è un manager e dirigente sportivo rumeno.
Secondo la rivista Forbes è l'uomo più ricco di Romania con un patrimonio netto di 1 miliardo di dollari al maggio 2014.

## Studi
Si laureò all'università politica Academia Ștefan Gheorghiu di Bucarest. Tra il 1976 e il 1980 fu ufficiale della securitate e lavorò successivamente nella fabbrica Chimica Bucureşti.

## Attività imprenditoriale
Incominciò l'attività imprenditoriale nel 1990 approfittando della legge 96/1990 nel settore chimico con un partner turco e fondò quattro anni più tardi InterAgro, una compagnia privata con capitale rumeno e britannico attiva nel campo della coltivazione di cereali e del commercio di fertilizzanti per l'agricoltura. che chiuse il bilancio del 2012 con un attivo di 630.000.000 di euro
Approfittando delle privatizzazioni nel campo petrolifero acquistò nel 1997 il 51% delle raffinerie Astra Ploieşti per 16 milioni di dollari espandendosi l'anno successivo nel campo assicurativo acquistando per 21 milioni di dollari la compagnia Asirom e nel 2000 acquisì dallo stato la Societati Naţionale Tutunul Românesc (Società nazionale del tabacco rumeno) rinominadola Galaxy Tobacco. Nel 2012 l'agenzia nazionale per la riscossione dei tributi accusò Niculae del mancato pagamento di 120 milioni di euro di tasse ma questi vinse la causa.
Dal 1996 è il proprietario nonché presidente dell'assemblea della società calcistica Fotbal Club Astra Giurgiu, club che negli anni della sua presenza ha militato alcune stagioni nella massima serie del campionato rumeno di calcio.

## Vita privata
Divorziò una prima volta nel 1980 e nel 2013 una seconda volta dalla moglie Domnita Niculae dopo 31 anni di matrimonio.
Ha tre figli.